# بين زين
بين زين (بالإنجليزية: Ben Zinn)‏ هو مهندس ولاعب كرة قدم أمريكي، ولد في 21 أبريل 1937 في تل أبيب في إسرائيل. شارك مع منتخب الولايات المتحدة لكرة القدم. أما مع النوادي، فقد لعب مع نادي هبوعيل تل أبيب.